# Hilara baehrmanni
Hilara baehrmanni är en tvåvingeart som beskrevs av Straka 1985. Hilara baehrmanni ingår i släktet Hilara och familjen dansflugor. Inga underarter finns listade i Catalogue of Life.